# Vrátno
Vrátno är en ort i Tjeckien.   Den ligger i regionen Mellersta Böhmen, i den centrala delen av landet, 40 km nordost om huvudstaden Prag. Vrátno ligger 314 meter över havet och antalet invånare är 106.
Terrängen runt Vrátno är platt.Runt Vrátno är det ganska glesbefolkat, med 47 invånare per kvadratkilometer. Närmaste större samhälle är Mladá Boleslav, 15,0 km öster om Vrátno. Trakten runt Vrátno består till största delen av jordbruksmark.